# Operațiunea Red Dog
Operațiunea Red Dog a fost numele de cod dat unei operațiuni militare neautorizate înfăptuite de cetățeni canadieni și americani afiliați grupurilor supremațiste și organizației Ku Klux Klan prin care se plănuia răsturnarea guvernului țării insulare Dominica și readucerea la putere a fostului prim-ministru Patrick John. Arhitecții programului erau membrul KKK Mike Perdue, neonazistul Wolfgang Droege și traficantul de arme Syndey Burnett-Alleyne. Planul le-a fost dejucat de agenții guvernamentali ai SUA în New Orleans, Louisiana. Mass-media a descris strategia drept „Bayou of Pigs”, după invazia eșuată din Golfului Porcilor.
Liderul Mike Perdue și alte șase persoane au fost găsite vinovate de încălcarea Neutrality Act din 1794; alți doi indivizi au fost găsiți vinovați de către un juriu. Aceștia au fost condamnați la 3 ani de închisoare.

## Istoric
Pe 27 aprilie 1981, Droege și alte opt persoane, printre care James Alexander McQuirter și Don Black, au fost arestați de către agenții guvernamentali în New Orleans în timp ce se pregăteau să se îmbarce pe o ambarcațiune plină cu arme de foc, shotgun-uri, puști, pistoale, dinamită, muniție și un steag nazist în alb-negru.
Aceștia urmăreau să ajungă în Dominica și să se întâlnească cu Patrick John și oamenii săi. Membrul KKK, Mike Perdue, este cel care a venit cu ideea. Perdue a redactat în vara anului 1979 un plan de răsturnare a guvernului insulei Grenada și înființare a câtorva afaceri profitabile. Droege a fost cel însărcinat cu adunarea resurselor și fondurilor. Croato-canadianul Don Andres a facut inițial parte din grup, însă s-a retras când Perdue a înlocuit Grenada cu insula Dominica. Membrii KKK Arnie Polli și Roger Dermee au primit 3.000$ pentru o misiune de recunoaștere în țara insulară. Despre neonazistul Martin K. Weiche se zvonește că ar fi susținut financiar misiunea alături de James White din Houston și L.E. Mathews din Jackson, Mississippi.
În februarie, 1981, căpitanul și echipa sa și-au retras sprijinul. Perdue a încercat să-l convingă pe Michael S. Howell, căpitanul unei ambarcațiuni din zonă și veteran al războiului din Vietnam. Perdue a declarat că CIA avea nevoie de barca sa pentru o operațiune clandestină. După această conversație, Howell a contactat Bureau of Alcohol, Tobacco, Firearms and Explosives (ATF). Pe 25 aprilie, John a fost arestat în Dominica. La aflarea veștii că Patrick John a fost arestat și că planurile sale sunt publice, Perdue nu a dorit să-și abandoneze manevra. Pe 27 aprilie, grupul, printre care și trei agenți ATF, s-au întâlnit într-un loc prestabilit, au încărcat furgoneta și au pornit spre port unde poliția locală îi aștepta.

În 1984, Syndey Burnett-Alleyne a fost întrebat în cadrul unui interviu pentru ziarul Nation Newspaper din Barbados dacă grupul său plănuia să răstoarne guvernul Barbados și să-l instaleze pe John ca prim-ministru. Acesta a declarat că:
El ar fi putut deveni prim-ministru, deși nu acesta este motivul din spatele planului meu. Am vrut să unesc teritoriile insulei Dominica cu cele ale Barbadosului și să pun bazele unui proiect industrial de mari proporții. Resursele Africii de Sud, milioane de dolari, îmi erau accesibile în întreprinderea acestui proiect. Însă Patrick John nu a facut ceea ce ar fi trebuit să fie făcut. Mai mult, m-am enervat când am aflat că oferă americanilor terenurile Dominicăi. A pierdut oportunitatea de a devenit o figură importantă în istoria Caraibelor.
O carte despre acest complot, intitulată Bayou of Pigs, a fost redactată de jurnalismul canadian Stewart Bell și publicată în august 2008.